# متمرکزکننده تابش خورشیدی

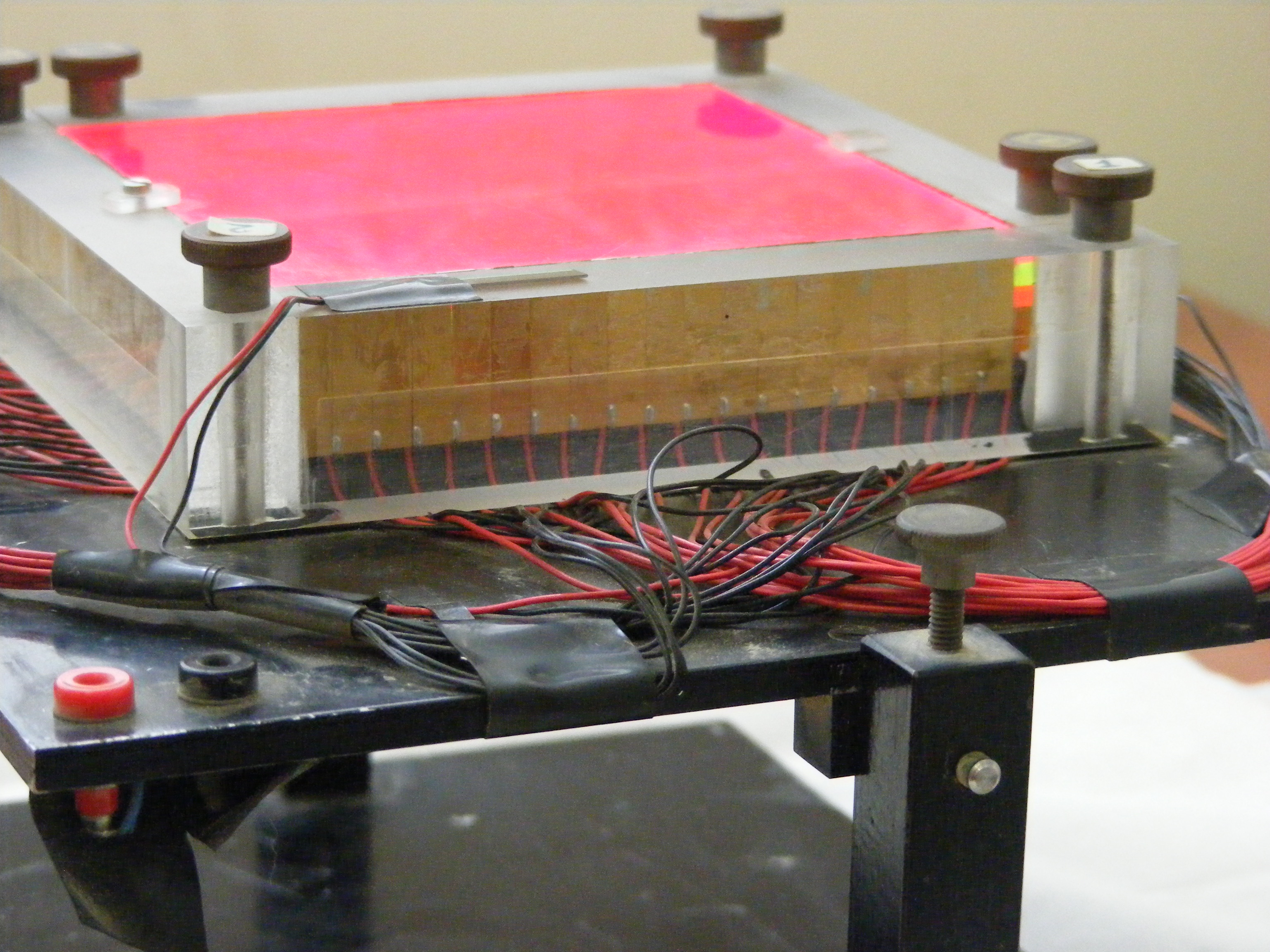
A luminescent solar concentrator

یک متمرکزکنندهٔ لومینسنت خورشیدی (LSC) یک دستگاه برای تمرکز بر تابش، مخصوصاً تابش خورشید به منظور تولید برق است. متمرکزکننده‌های فلورسنت نورانی بر اصل جمع‌آوری تابش در یک منطقه بزرگ عمل می‌کنند، آن را با تابش لومینسانس (معمولاً به‌طور خاص به وسیلهٔ فلورسنت) و هدایت تابش تولید شده به هدف تولید نسبتاً کوچک کار می‌کنند.

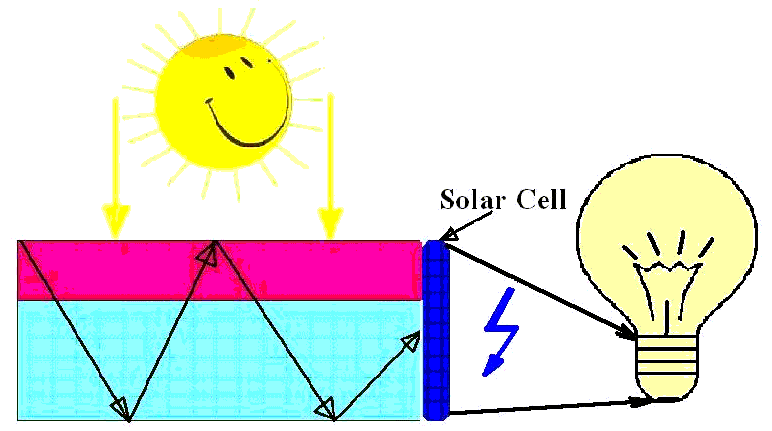
LSC scheme diagram

## طرح
طرح‌های اولیه به‌طور معمول شامل لایه‌های موازی نازک و مسطح مواد متخلخل لومینسنت و شفاف بود که برای جمع‌آوری تابش‌های دریافتی در سطحشان (گسترده‌تر) و انتشار تابش متمرکز در اطراف لبه‌هایشان (باریکتر) قرار می‌گرفت. معمولاً دستگاه پرتو متمرکز بر روی سلول‌های خورشیدی را برای تولید برق هدایت می‌کند.
پیکربندی‌های دیگر (مانند فیبرهای نوری با دوده یا پوشش داده شده، یا پشته‌های متمادی از لایه‌های متناوب) ممکن است بهتر به برنامه‌های خاصی متصل شوند.

## ساختار و اصول عملیات
لایه‌های موجود در پشته ممکن است صفحات موازی جداگانه یا سطوح متناوب در یک ساختار جامد باشد. در اصل، اگر محدوده ورودی مؤثر نسبت به منطقه خروجی مؤثر کافی باشد، خروجی به‌طور معنی داری نسبت به ورودی بالاتر است، همان‌طور که در وات بر متر مربع اندازه‌گیری می‌شود. ضریب غلظت نسبت بین خروجی و جریان ورودی کل دستگاه است.
به عنوان مثال، یک ورق شیشه‌ای مربع (یا پشته) ۲۰۰ میلی‌متر را در یک طرف با ۵ میلی‌متر ضخامت تصور کنید. منطقه ورودی آن (به عنوان مثال رویه تک سطح یک ورق به سمت منبع انرژی) ۱۰ برابر بزرگتر از ناحیه خروجی (به عنوان مثال رویه چهار طرف باز) ۴۰۰۰۰ میلی‌متر مربع (۲۰۰ × ۲۰۰) نسبت به ۴۰۰۰ میلی‌متر مربع (200x5x4). برای تقریب اول، عامل غلظت چنین LSC متناسب با سطح سطوح ورودی تقسیم شده توسط منطقه لبه‌ها است که با بهره‌وری انحراف نور ورودی نسبت به منطقه خروجی ضرب می‌شود. فرض کنید که ورق شیشه‌ای می‌تواند نور ورودی را از سطح به سمت لبه‌ها با بهره‌وری ۵۰٪ هدایت کند. ورق فرضی شیشه‌ای در نمونه ما یک خروجی نور ۵ برابر بزرگتر از نور حادثه را تولید می‌کند که یک عامل غلظت ۵برابر است.
به همین ترتیب، فیبر نوری درجه یک با ۱ میلی‌مترمربع در مقطع عرضی و ۱ متر طول با پوشش لومینسنت ممکن است سودمند باشد.

### فاکتور غلظت در برابر بهره‌وری
عامل غلظت با کارایی دستگاه ارتباط برقرار می‌کند تا خروجی کل را تعیین کند.
- ضریب غلظت نسبت بین اشعه ورودی و خروجی است. اگر شعاع ورودی ۱ کیلووات بر متر مربع است و تابش خروجی ۱۰ کیلووات بر متر مربع است، این عامل، عامل غلظت ۱۰ برابر است.
- کارایی نسبت بین شار شعاعی ورودی (اندازه‌گیری شده در وات) و توان خروجی یا کسری از انرژی ورودی است که دستگاه می‌تواند به عنوان انرژی خروجی قابل استفاده تبدیل کند (مانند نور یا برق، که برخی از آن‌ها ممکن است قابل استفاده باشد) در مثال قبلی، نیمی از میزان دریافتی مجدداً منتشر می‌شود، به این معنی که بازده ۵۰٪ است.

اکثر دستگاه‌ها (مانند سلول‌های خورشیدی) برای تبدیل انرژی ورودی به خروجی مفید نسبتاً کوچک و پرهزینه هستند و بهترین کار در تبدیل نور جهت در شدت‌های بالا و یک فرکانس باریک است، در حالی که تابش ورودی در فرکانس‌های منتشر، نسبتاً کم تابش و اشباع است. بر این اساس، تمرکز انرژی ورودی یک گزینه برای کارایی و اقتصادی است.

### لومینسانس
شرح فوق، یک کلاس گسترده‌تر از متمرکزکننده‌ها (به عنوان مثال، متمرکزکننده‌های نوری ساده) را پوشش می‌دهد تا غلظت‌های متفاوتی از لومینسنت‌های خورشیدی. خصوصیات اساسی LSCها این است که آن‌ها مواد لومینسیسی را جذب می‌کنند که نور ورودی را با محدوده فرکانس گسترده جذب می‌کند و انرژی را به صورت نور در یک محدوده فرکانس باریک پخش می‌کند. محدوده فرکانس باریکتر (یعنی اشباع بالاتر) ساده‌تر می‌شود که یک سلول فتوولتائیک را می‌توان برای تبدیل آن به برق طراحی کرد.
طرح‌های مناسب نوری دامنه نور را که توسط ماده لومنسنج در تمام جهات منتشر می‌شود، طرح‌های مناسب نوری دامنه نور را که از مواد لومنسنجی در همه جهات منتشر می‌شود، هدایت می‌کند، به‌طوری‌که مبدل‌های فتوولتائیک را فراموش می‌کند.
تکنیک‌های هدایت مجدد شامل انعکاس داخلی، شیب شاخص‌های انکسار و جایی که مناسب است، پراش. در اصل چنین LSCها می‌توانند از آسمان از آسمان ابری و منابع انتشار مشابه استفاده کنند که برای استفاده از سلول‌های خورشیدی متعارف یا برای غلظت توسط بازتابنده‌های نوری معمولی یا دستگاه‌های انکسار استفاده می‌شوند.
اجزای لومینسنت ممکن است یک ماده جانبی در ماده یا بخشی از محیط شفاف باشد، یا ممکن است در لایه‌های نازک لومینسنت روی سطوح برخی از اجزای شفاف باشد.

## نظریه متمرکزکننده‌های انرژی خورشیدی
مقالات مختلف در مورد تئوری بازتاب داخلی نور فلورسنت مورد بحث قرار گرفته‌اند تا میزان انتشار متمرکز در لبه‌ها، هم برای عینک‌های دوتایی و هم برای رنگ‌های آلی که به پلیمرهای توده افزوده شده، ارائه شود.
هنگامی که صفحات شفاف با مواد فلورسنت دوخته می‌شوند، طراحی مؤثر، مستلزم آن است که دوزها باید بیشترین طیف خورشیدی را جذب کنند، که بیشتر انرژی جذب شده را به عنوان تابش طولانی مدت تابش می‌دهند. به نوبه خود، اجزای فلورسنت باید به طول موج منتشر شده شفاف باشد. ملاقات با این شرایط اجازه می‌دهد تا ماتریس شفاف برای تابش به منطقه خروجی انتقال یابد.
کنترل مسیر داخلی لومینسانس می‌تواند بر انعکاس داخلی مکرر نور فلورسنت و انکسار در یک محیط با شاخص شکستگی درجه‌بندی شود.
به لحاظ نظری، حدود ۷۵–۸۰٪ از لومنسانس می‌تواند توسط انعکاس داخلی در یک صفحه با یک شاخص شکست تقریباً برابر با شیشه پنجره معمولی به دام افتاده باشد. با استفاده از مواد با شاخص‌های انکساری بالاتر می‌توان تا حدی کارایی بهتر را بدست آورد.
چنین سازمانی با استفاده از یک دستگاه با یک عامل غلظت بالا، اقتصاد چشمگیر در سرمایه‌گذاری در سلول‌های فتوولتائیک را برای تولید مقدار مشخصی از برق ارائه می‌دهد. در شرایط ایده‌آل، بازده کل محاسبه شده چنین سیستمی، به معنای مقدار انرژی که سلول فوتوولتائیک را که تقسیم انرژی بر روی صفحه می‌شود را ترک می‌کند، باید حدود ۲۰ درصد باشد. .
اینطور به حساب می‌آید:
- جذب نور توسط مواد ضعیف شفاف در محیط شفاف،
- کارایی نور تبدیل توسط اجزای لامپ فلورسنت،
- فرار از نورانی شدن فراتر از زاویه بحرانی و
- بازده ناخالص (که نسبت متوسط انرژی است که به انرژی متوسط جذب می‌شود).

## چشم‌اندازهای عملی و چالش‌ها
شایستگی نسبی اجزای عملکردی و تنظیمات مختلف، نگرانی عمده است، به ویژه:
- از ترکیبات نادر زمین و دیگر عوامل لومینسانس معدنی، رنگ‌های ارگانیکی فرکانس‌های وسیع تر و انعطاف‌پذیری بیشتری را در انتخاب فرکانس‌های منتشر شده و دوباره جذب شده از ترکیبات نادر زمین و دیگر عوامل لومینسانس معدنی ارائه می‌دهند.[۷][۸]
- پلیمرهای آلی دوپینگ عموماً با عوامل لومینسانس آلی کار می‌کنند، دوپینگ با عوامل پایدار غیرآلی لومیسنت معمولاً عملی نیست جز در عینک‌های غیرآلی.
- آشکارسازهای لومینسانس که به صورت دوپینگ انبوه از یک محیط شفاف پیکربندی شده‌اند، شایستگی‌هایی دارند که از فیلم‌های نازکی که در یک محیط روشن پوشیده شده‌اند متفاوت است.
- رسانه‌های مختلف به دام اندازی انواع مختلفی از دوام، شفافیت، سازگاری با سایر مواد و شاخص انکسار ارائه می‌کنند. شیشه‌های معدنی (غیرآلی) و پلیمرهای آلی شامل دو طبقه اصلی می‌باشند.
- سیستم‌های فوتونیک شکاف‌های گروهی را ایجاد می‌کنند که تابش را تسخیر می‌کنند.[۹]
- شناسایی موادی که نور ورودی بیشتری را به عنوان لومنسانس مفید با جذب ناچیز خود منتشر می‌کند بسیار مهم است. دستیابی به این ایده بستگی به تنظیم سطح انرژی مربوطه برای تحریک الکتریکی دارد تا از سطوح انتشار در محیط لومینسیسی متفاوت باشد. .[۱۰]
- به جای آن، مواد فلورسنت را می‌توان به فیلم‌های (لایه) نازک تبدیل کرد که نور را به رسانه‌های منفعل شفاف می‌رسانند که می‌تواند به‌طور مؤثر به سمت خروجی هدایت شود.
- حساسیت سلول‌های خورشیدی باید با طیف حداکثر انتشار رنگ‌های لومینسنت مطابقت داشته باشد.
- افزایش احتمال انتقال از حالت زمین به حالت هیجانی پلاسمون سطحی، کارایی را افزایش می‌دهد.

## پیشرفت‌ها

### متمرکزکننده‌های تابش خورشیدی شفاف
در سال ۲۰۱۳، محققان دانشگاه ایالتی میشیگان نخستین تمرکزکننده‌های نورانی قابل انعطاف شفاف را به نمایش گذاشتند. این دستگاه‌ها از نانوکیلرهای فلزی فلورسنت (و یا نقطه کوانتومی) تشکیل شده‌است که تغییرات (یا کمرنگ شدن) استوکس عظیم را نشان می‌دهند و به‌طور انتخابی نور ماوراء بنفش را جذب می‌کنند و نور کم مادون قرمز را منتشر می‌کنند، اجازه می‌دهد تا برداشت انتخابی، بازده بهبود یافته، و شفافیت غیر رنگی در طیف قابل مشاهده است. در سال بعد، این محققان با استفاده از مشتقات نمک آلی لومینسنت، متمرکزکننده‌های مادون قرمز لومینسانس شفاف را در نزدیکی مادون قرمز نشان دادند.
این دستگاه‌ها دارای شفافیت واضحی شبیه به شیشه و بازده تبدیل قدرت نزدیک به ۰٫۵٪ هستند. در این پیکربندی کارایی بیش از ۱۰٪ ممکن است به علت کسر زیادی از شار فوتون در طیف نزدیک به مادون قرمز باشد.

### نقاط کوانتومی
در سال ۲۰۱۴، LSCs بر اساس سلناید کادمیوم یا سولفید کادمیوم (CdSe / CdS) نقطه کوانتومی (QD) با جداسازی جدی بین نوارهای انتشار و جذب (به نام تغییر اسکوک بزرگ) اعلام شد.
جذب نور توسط پوسته بیرونی از CdS غالب است، در حالیکه انتشار از هسته داخلی CdSe شکاف باریک‌تر است. جداسازی توابع جذب نور و انتشار نور بین دو بخش نانوساختار منجر به تغییر طیف گسترده‌ای از انتشار در رابطه با جذب می‌شود که به شدت کاهش تلفات دوباره جذب را کاهش می‌دهد. QDs به اسلب‌های بزرگ (در اندازه ده‌ها سانتی‌متر) پلی اتیل متاکریلات (PMMA) گنجانیده شده‌است. ذرات فعال حدود یک صد آنگستروم در سراسر آن بودند.
اندازه‌گیری‌های اسپکتروسکوپی تقریباً هیچ تلفیقی جذب را در فاصله ده سانتیمتر مشاهده نکرد. راندمان استخراج فوتون حدود ۱۰٪ بود. با وجود شفافیت بالا، ساختارهای ساخت یافته نشان دهنده افزایش قابل توجه شار خورشیدی با عامل غلظت بیش از چهار است.